# Macquarie-Bindenralle
Die Macquarie-Bindenralle (Hypotaenidia philippensis macquariensis, Synonym: Gallirallus philippensis macquariensis) ist eine ausgestorbene Unterart der Bindenralle, die auf der Macquarieinsel südlich von Neuseeland endemisch war.

## Taxonomie
Die Macquarie-Bindenralle wurde 1879 von Frederick Wollaston Hutton beschrieben. 1965 wurde diese Ralle in die Rote Liste gefährdeter Arten der IUCN aufgenommen, später jedoch wieder gestrichen, nachdem der US-amerikanische Ornithologe James Cowan Greenway sie 1967 lediglich als Population der neuseeländischen Unterart Hypotaenidia philippensis assimilis eingestuft hat. Aufgrund der Unterschiede zwischen den beiden Taxa folgt man jedoch heute den Klassifizierungen von Walter Reginald Brook Oliver (1955) und Sidney Dillon Ripley (1977) und behandelt die Macquarie-Bindenralle als gültige Unterart.

## Beschreibung
Im Gegensatz zur Bindenralle war sie dunkler, hatte weniger helle Flecken und Streifen, ein breiteres rötlichbraunes Brustband und einen kleineren Schnabel. Die kleineren Flügel lassen die Vermutung zu, dass sie flugunfähig war. Das Gewicht betrug etwa 170 Gramm.

## Lebensweise
Über die Lebensweise der Macquarie-Bindenralle ist kaum etwas bekannt. Möglicherweise bezieht sich ein Reisebericht von Seeleuten aus dem Jahre 1821 auf diesen Vogel. Darin werden „widgeons“ (oder „tussock fowls“) erwähnt, die im Tussockgras lebten, flugunfähig waren und daher leicht zu fangen waren.

## Aussterben
1879 wurden auf der Macquarieinsel Kaninchen ausgesetzt, die einen Großteil der Vegetation auf der Insel zerstörten. Eingeführte Wekarallen und Hauskatzen besiegelten das Aussterben der Ralle, die nach 1890 nicht mehr nachgewiesen wurde. Heute sind drei Museumsexemplare bekannt, von denen sich zwei im Natural History Museum in London und eines im Otago Museum in Dunedin (Neuseeland) befinden.